# Rangifer tarandus groenlandicus
Rangifer tarandus groenlandicus es una subespecie de reno —Rangifer tarandus— nativa de Norteamerica.

## Características
Puede llegar a tener una alzada de 110 cm. Las hembras pesan alrededor de 90 kg y los machos alrededor de 140 kg. Tanto los machos y las hembras tienen cornamentas. En general, durante el verano, su capa es marrón y mucho más clara en el invierno. El cuello y la grupa tiende hacia un color blanco cremoso. Sin embargo, la coloración general puede variar dependiendo de la región.

## Distribución
Habita principalmente en los territorios canadienses de Nunavut y los Territorios del Noroeste y Groenlandia occidental.